# État d'Ondo
Pour les articles homonymes, voir Ondo et Ondo (homonymie).
Ondo est un État du sud-ouest du Nigeria, dont la capitale est Akure.

## Géographie
L'État d'Ondo s'étend sur 15 000 km2 dans le sud-ouest du pays et est bordé par le golfe de Guinée au sud.

### États limitrophes
La capitale de l'État est Akure, l'ancienne capitale de l'ancien royaume du même nom. 

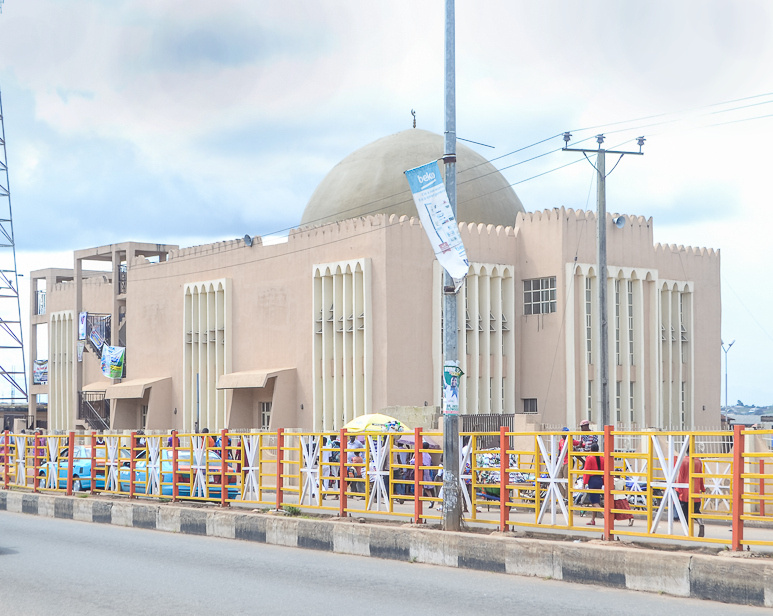
Akure

## Culture
Surnommé le « Sunshine State », l'État est majoritairement Yoruba, où la langue Yoruba est couramment parlée.

## Économie
L'économie de l'État est dominée par l'industrie pétrolière, la production de cacao, l'extraction d'asphalte et les activités utilisant le vaste littoral de l'État servant également de facteurs économiques majeurs.